# Lac Amédée (Baie-Comeau)
Pour les articles homonymes, voir Lac Amédée.
Le lac Amédée est un plan d'eau douce du bassin versant de la rivière Amédée, dans le territoire de la ville de Baie-Comeau, dans la municipalité régionale de comté de Manicouagan sur la Côte-Nord, dans la province de Québec, au Canada.
Les environs du lac Amédée sont desservis par quelques routes forestières. La partie est de la vallée de la rivière Amédée est desservie indirectement par la route Trans-Québec-Labrador (route 389).
La sylviculture constitue la principale activité économique autour du lac.
La surface du lac Amédée est habituellement gelée du début de décembre à la fin mars; toutefois la circulation sécuritaire sur la glace se fait généralement de la mi-décembre à la mi-mars.[réf. nécessaire]

## Géographie
Le lac Amédée est situé dans la partie au nord-ouest du territoire de la ville de Baie-Comeau. Ce lac de la partie ouest du canton de Laflèche, s'avère le principal plan d'eau du versant de la rivière du même nom. Le lac Amédée comporte une longueur de 2,6 km, une largeur maximale de 1,1 km et une altitude de 81 m.
À partir de l'embouchure du lac Amédée, le courant descend sur 10,1 km généralement vers le sud-est en suivant le cours de la rivière Amédée, notamment en traversant le territoire urbain de Baie-Comeau, pour se déverser sur la rive nord de l'estuaire de la Manicouagan.

## Toponyme
Jadis, l'hydromyne « lac Amédée » était désigné « Lac aux Perchaudes » et « Lac à l'Aigle . L'hydronyme « lac Amédée » figure depuis au moins 1933 sur des documents cartographiques.
Cet hydronyme évoque la mémoire du contremaître Amédée Couillard-Després, premier gérant de la scierie Manicouagan. Cette entreprise a été fondée en 1898 à Baie-Comeau par les frères Damase et Henri Jalbert. Cette entreprise se spécialisait dans la coupe de tronc de bois pour en fabriquer du bois d'oeuvre (surtout des madriers); ces produits étaient destinés à l'exportation vers l'Europe.
Le toponyme « lac Amédée » a été officialisé le 5 décembre 1968 à la Banque des noms de lieux de la Commission de toponymie du Québec.